# 蘇應旻
蘇應旻（1503年—？），字幼清，一字萃贞，號見江，廣東廣州府順德縣人，軍籍，明朝政治人物。

## 生平
嘉靖七年（1528年）戊子科廣東鄉試第十一名舉人。嘉靖十四年（1535年）中式乙未科會試第一百三十六名，登第三甲第一百三十四名進士。授行人，十八年二月选授户科给事中，二十年五月升户科右，二十一年三月升吏科左，巡视京户部。十一月升工科都给事中。

## 家族
曾祖蘇鶚舉；祖父蘇子彛；父蘇政，曾任訓導。嫡母何氏；生母許氏。慈侍下。兄應奎、應星。